# LDLo
A toxikológiában az LDLo (legkisebb halálos adag) egy anyagnak az a legkisebb adagja, amely a szakirodalom szerint halált okozott. Az adagot többnyire mg/tskg-ban mérik (tskg = testtömegkilogramm, vagyis a mg-ban mért beadott adagot elosztják az élőlény kg-ban mért testtömegével).
Az LDLo függ az élőlény fajától és a beadás módjától(en), és néha más körülménytől (pl. az élőlény nemétől) is.

## Kapcsolódó lapok
- LD50
- Intravénás gyógyszeradagolás